# Trachelas anomalus
Trachelas anomalus är en spindelart som först beskrevs av Władysław Taczanowski 1874.  Trachelas anomalus ingår i släktet Trachelas och familjen flinkspindlar.
Artens utbredningsområde är Franska Guyana. Inga underarter finns listade i Catalogue of Life.